# 시모카와 세이고
시모카와 세이고(일본어: 下川 誠吾, 1975년 11월 17일 ~ )는 일본의 전 축구 선수이다.

## 구단 경력
과거 세레소 오사카, 가와사키 프론탈레, 오이타 트리니타에서 활동하였다.